# Instituto Suramericano de Gobierno en Salud
El Instituto Suramericano de Governo em Saúde (ISAGS) de la Unión de las Naciones Suramericanas (Unasur) es una entidad intergubernamental de carácter público. Su principal objetivo es promover el intercambio, la reflexión crítica y la gestión del conocimiento y generar innovaciones en el campo de la política y gobernanza en salud. De acuerdo con el director-Ejecutivo del instituto, José Gomes Temporão, «el ISAGS trabaja en alianza con especialistas y redes instaladas en los 12 países de América del Sur para promover las mejores prácticas de salud para los 400 millones de habitantes de esta parte sur del mundo».
Fue creado por el Consejo de jefas y jefes de Estado y de Gobierno de la Unasur, propuesto en el Consejo Suramericano de Salud, reunido en Cuenca, Ecuador, en abril de 2010. En construcción, su Plan Trienal de Trabajo 2012-2015 resulta de las prioridades definidas en el Plan Quinquenal 2010-2015 del Consejo Suramericano de Salud.
El plan cubre las necesidades identificadas por los Ministros de Salud de los países-miembros. Sus actividades son construidas en estrecha articulación con las Redes Y Grupos Técnicos del Consejo Suramericano de Salud. Las tres funciones básicas del ISAGS son: gestión y producción del conocimiento; desarrollo de líderes; y asesoramiento técnico, que son desarrolladas de forma participativa, tanto para la identificación de problemas como para el encaminamiento y la coparticipación en soluciones.
Además del Consejo Suramericano de Salud, otros consejos de Unasur también plantearon la creación de instituciones propias para desarrollar sus actividades, como el Consejo de Defensa Suramericano, cuyo Centro de Estudios Estratégicos de Defensa del Consejo de Defensa Suramericano CEED - CDS funciona en la capital de Argentina, Buenos Aires.

## Historia

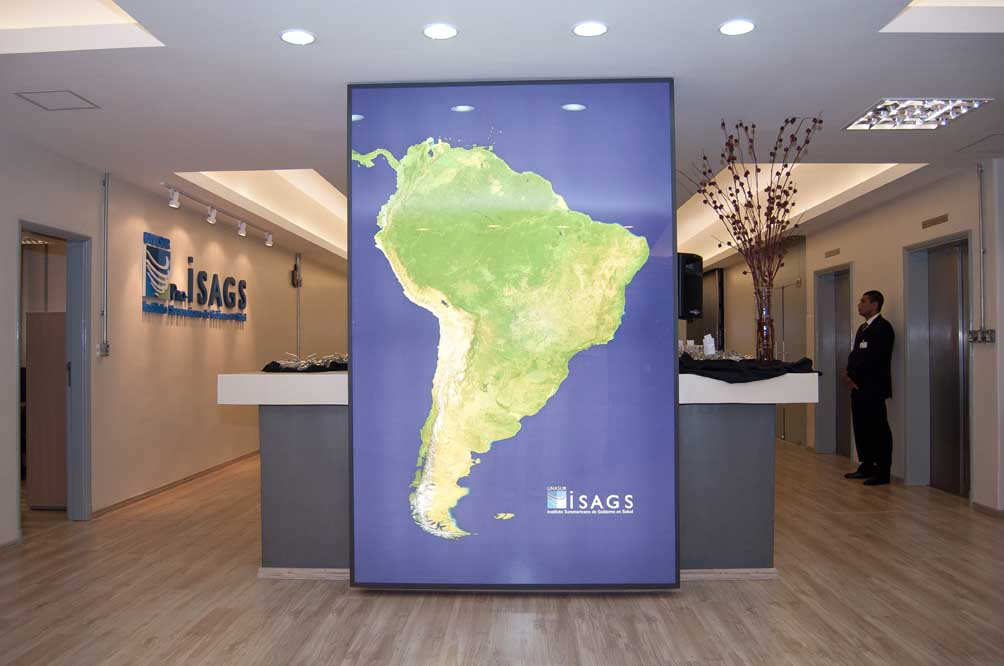
Sede del instituto en Río de Janeiro

El Consejo Suramericano de Salud (CSS), creado el 10 de diciembre de 2008, también se lo conoce como Unasur Salud, es un órgano permanente formado por Ministras y Ministros de Salud de los países miembros de la Unasur. Se elaboró el órgano para que se constituyera un espacio de integración en materia de salud, incorporando los esfuerzos y avances de otros mecanismos de integración regional, como el MERCOSUR, Organismo Andino de Salud (ORAS-CONHU) y OTCA, para promover políticas comunes y actividades coordinadas entre los países miembros. Es también un órgano de consulta y consenso en materia de salud, que busca profundizarse en temas relevantes y fortalecer las políticas públicas destinadas a mejorar las condiciones de vida de los habitantes de América del Sur.
El Consejo Suramericano de Salud tiene como propósito enraizar, en la constitución de una institución política suramericana con competencia en temas sanitarios, el desarrollo de soluciones para problemas y desafíos que transciendan las fronteras nacionales, desarrollando valores e intereses mutuos entre los países vecinos, facilitando así la interacción de las autoridades sanitarias de los Estados miembros mediante la transferencia de conocimiento y tecnología en la región.
El Plan Quinquenal del Consejo Suramericano de Salud plantea contribuir a la integración suramericana a través de 5 ejes: 1) Red Suramericana de Respuesta en Salud; 2) Desarrollo de Sistemas Universales de Salud; 3) Acceso Universal a los Medicamentos; 4) Promoción de la Salud y Acción sobre sus Determinantes Sociales; y 5) Desarrollo y Gestión de Recursos Humanos en Salud.
Además, son establecidas en el Consejo de Salud Suramericano concertación política alrededor de posiciones comunes en foros mundiales como, por ejemplo, la reforma de OMS.
En noviembre de 2009, por medio de la Resolución 05/2009, el Consejo Suramericano de Salud resuelve crear el ISAGS y acepta la oferta del gobierno brasileño de ser sede del instituto. El Grupo Técnico de Recursos Humanos elaboró el proyecto del Instituto y el Consejo Consultivo elaboró su Plan de Trabajo.

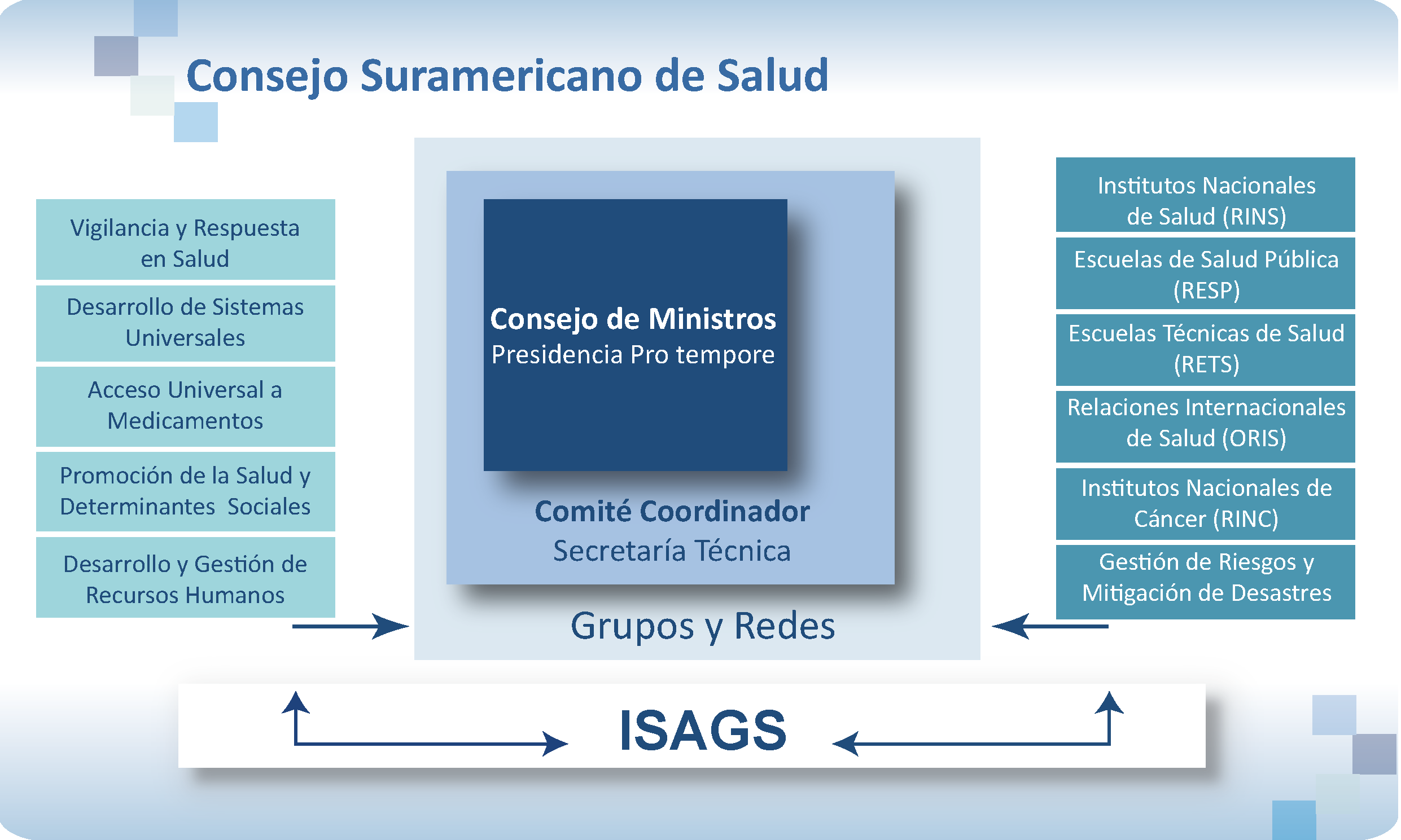
Estructura del CSS

Segundo uno de los que planteó la creación del instituto, Paulo Buss, ISAGS fue establecido para «ser un espacio de análisis permanente del impacto de políticas en salud, incluso la eficacia de los modelos de atención aplicados y de los recortes de los que organizan los programas de salud, el papel de las nuevas tecnologías y los desafíos de la organización de redes de servicios de salud [...] establece el diálogo con experiencias acumuladas de otros centros regionales (como ILPES, CELADE y otros) y debe interactuar con las escuelas de posgrado en el campo de salud pública y áreas afines (medio ambiente, seguridad social, educación), aplicando mecanismos de formación presencial, a la distancia, itinerantes en la capacitación de profesionales».
El ISAGS fue inaugurado en el 25 de julio de 2011 con la presencia de la secretaria general María Emma Mejía, del Presidente Pro tempore del Consejo Suramericano de Salud Jorge Venegas, del ministro de Salud de Brasil Alexandre Padilha, del ministro de Relaciones Exteriores de Brasil Celso Amorim y de representantes de los Ministerios de Salud de Bolivia, Brasil, Chile, Colombia, Ecuador, Guyana, Paraguay, Perú, Surinam, Uruguay e Venezuela.

## Logros
Tras su creación, ISAGS ya he realizado 6 talleres y apoyó encuentros que resultaron en concertaciones políticas en foros internacionales.
- Taller de Sistemas de Salud en América del Sur[10]
- Taller de Comunicación en Salud[11]
- Taller de Vigilancia Sanitaria de América del Sur[12]
- Taller de Vigilancia en Salud[13]
- Taller de Salud Global y Diplomacia de la Salud[14]
- Taller sobre Gobernanza de la Salud, del Ambiente y del Desarrollo Sustentable[15]

Los talleres son transmitidos en versión trilingüe y después convertidos en clases de video abiertas.

## Funciones Básicas

### Gestión y Producción del Conocimiento
Organizar el conocimiento disponible en salud pública y gobernanza del sector salud a partir de la utilización de resultados validados, de la realización de investigaciones y de la generación de innovaciones en políticas y gobernanza en salud, con el objetivo de producir nuevas evidencias. Sistematiza, organiza y difunde las informaciones técnico-científicas sobre salud regional y global, a fin de apoyar las tomas de decisión en el sector.

### Desarrollo de Líderes en gestión
Identificar necesidades, desarrollar programas y apoyar procesos de capacitación de recursos humanos estratégicos y de liderazgos en salud para los Estados-miembros en articulación con instituciones similares nacionales e internacionales. Ofrecer un espacio de capacitación e intercambio de conocimientos y experiencias a través de la realización de talleres presenciales o virtuales.

### Asesoramiento Técnico
Proporcionar asesoramiento técnico a los sistemas e instituciones nacionales de salud con la utilización de nuevos abordajes metodológicos que promuevan la transferencia del conocimiento y posibilitar la formulación de políticas innovadoras de gestión para las instituciones y sistemas de salud de los países miembros. Desarrollar modelos para evaluar los productos y las causas y efectos de esa cooperación, además de asesorar la formulación de políticas externas comunes a los integrantes de la UNASUR.

## Configuración Organizacional

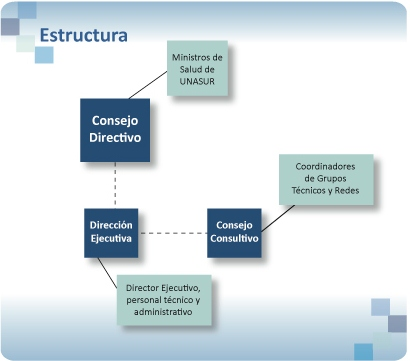
Estructura del ISAGS

ISAGS es una entidad intergobernantal de carácter público, integrante del Consejo Suramericano de Salud de UNASUR. Está conformado por los Consejos Directivo y Consultivo y por la Dirección Ejecutiva.
A la Dirección Ejecutiva le cabe la gestión del Instituto de acuerdo con sus objetivos, funciones, políticas, planes, programas y proyectos determinados y aprobados por el Consejo Directivo.
El Consejo Directivo es un órgano permanente de dirección del ISAGS, orientando sus actividades en función de los intereses del Consejo Suramericano de Salud. Está constituido por los delegados designados por los Ministros de Salud de los países miembros y define las políticas institucionales del ISAGS.
El Consejo Consultivo, a quien compete formular recomendaciones relativas a la planificación, gestión, ejecución y evaluación de los programas desarrollados por el Instituto, está conformado por: 
- Coordinadores Titulares de los Grupos Técnicos
- Coordinadores de sus Redes de Instituciones Estructurantes
- Especialistas en áreas críticas del conocimiento en salud

| Nombre                                                          | Misión |
| --------------------------------------------------------------- | --- |
| Red de Vigilancia y Respuesta en Salud                          | Articulación de redes de vigilancia y respuesta de los Estados miembros de la Unasur, siguiendo lo que quedó establecido por el Reglamento Sanitario Internacional (RSI), para que se haga viable la creación de indicadores de factores de riesgo, morbilidad y mortalidad regional; la creación de un Sistema de Monitoreo y Evaluación (M&E) de la red de vigilancia implementada; creación del programa de Capacidad Básica para la Vigilancia y Repuesta al ESPIN y ESPII, implementados en conformidad con el Reglamento Sanitario Internacional (RSI); implementación de estrategias consensuadas para la prevención y control de enfermedades crónicas no transmisibles; creación de una red de Dengue Unasur para mitigar el impacto del dengue en la región; y estímulos al Programa Suramericano de Inmunización. |
| Desarrollo de Sistemas de Salud Universales                     | Formación de Sistemas de Salud Universales en los países de Suramérica, reconociendo el derecho intrínseco de los ciudadanos al acceso a la salud y al abordaje inclusivo. La meta es mejorar los niveles de equidad y el acceso a sistemas de salud universales e integrales; crear e implementar un mecanismo de monitoreo y evaluación de los sistemas de salud universales; y garantizar la democratización de los mismos a través del fortalecimiento de los derechos de los ciudadanos y de su participación activa en los espacios de tomas de decisión. |
| Promoción de la Salud y Acción Sobre los Determinantes Sociales | Fortalecer la promoción de la salud y acción sobre los determinantes sociales con el objetivo de reducir inequidades en cada uno de los países miembros, mediante la generación de información, articulación intersectorial y la participación comunitaria en la formulación, ejecución y seguimiento de las políticas públicas de salud. |
| Acceso Universal a Medicamentos                                 | Desarrollar estrategias y planes de trabajo que mejoren el acceso a medicamentos, buscando elaborar una política suramericana de acceso universal a medicamentos y promover la producción y utilización de genéricos. Otro objetivo es propiciar un sistema armonizado de vigilancia y control de medicamentos en la Unasur, de manera a promover el acceso a medicamentos seguros, eficaces y de calidad. Otro punto es la formulación de una propuesta para la creación de una política de precios que favorezca el acceso a medicamentos y la reducción de barreras al acceso que se originan de la existencia de derechos de propiedad intelectual y a las barreras originadas por la falta de incentivo a la innovación y desarrollo de medicinas.                                                                      |
| Desarrollo de Gestión de Recursos Humanos                       | Fortalecer la conducción, formulación, implementación y gestión de los Recursos Humanos en salud. El objetivo es crear políticas sustentables de Recursos Humanos en los países miembros – atendiendo a las áreas técnicas de la Agenda de Salud. También se elaborará un mapeo de más información sobre el proceso de desarrollo de personal en las áreas resaltadas en la Agenda de Salud, lo que incluye la cuestión de la migración de personal calificado y su impacto en los sistemas de salud de la región, el desarrollo de investigación y promoción de liderazgos en áreas prioritarias con base en las promociones del Isags, y la capacitación permanente de las redes de instituciones estructurantes en las áreas prioritarias de la Agenda de Salud de la Unasur.                                             |

| Nombre                                                                                                | Misión | Creación                      | Miembros | Website |  |
| --- | --- | ----------------------------- | --- | --- |  |
| Red de los Institutos Nacionales de Salud (RINS)                                                      | Contribuir al desarrollo de políticas de salud con soluciones científicas y tecnológicas para los problemas sanitarios. Esta también busca el desarrollo de los Sistemas de Salud de las Naciones Suramericanas, mediante la integración y el fortalecimiento de los Institutos Nacionales de Salud y sus homólogos | marzo de 2010                 | Países de UNASUR | https://web.archive.org/web/20121030095414/http://www.ins.gob.pe/portal/jerarquia/0/703/red-de-institutos-nacionales-de-salud-de-las-naciones-suramericanas/jer.703 |  |
| Red Internacional de Educación de Técnicos en Salud (RETS)                                            | Promover la articulación entre instituciones y organizaciones involucradas con la formación y calificación de personal técnico del área de la salud en las Américas y el Caribe, Países Africanos de Lengua Oficial Portuguesa (PALOP) y Portugal                                                                   | 1997-2001; reactivada en 2005 | Países de UNASUR (excepto Surinam y Guayana, Costa Rica, Cuba, El Salvador, Honduras, México, Panamá, Paraguay, PALOP, Portugal | http://www.rets.epsjv.fiocruz.br/ |  |
| Red de Institutos Nacionales de Cáncer (RINC)                                                         | Articular la cooperación entre instituciones públicas, de ámbito nacional y/o ejecutar políticas y programas para el control de cáncer en la región | 2011                          | Países de UNASUR, Cuba, México, Nicaragua e Panamá                                                                              | http://www.rinc-unasur.org |  |
| Red de Escuelas de Salud Pública (RESP)                                                               | Constituir una plataforma proactiva para el intercambio de información, coparticipación de conocimiento y construcción de capacidad y promover educación, investigación e intercambios técnicos, de modo que se cree una infraestructura educativa para el desarrollo de la fuerza de trabajo en salud pública      | 2011                          | Países de UNASUR | http://www.ensp.fiocruz.br/resp/ |  |
| Red de Asesorías de Relaciones Internacionales y de Cooperación Internacional en Salud (REDSSUR-ORIS) | Promover el fortalecimiento institucional de los Ministerios de Salud de UNASUR a través del perfeccionamiento y de la intensificación de la cooperación interregional, regional e internacional | 2011                          | Países de UNASUR | No disponible |  |
| Red de Gestión de Riesgos y Mitigación de Desastres                                                   | Reducir los riesgos y permitir una respuesta oportuna y adecuada en situaciones de desastre mediante un mecanismo de fortalecimiento y generación de capacidades en los sistemas de salud | abril de 2012                 | Países de UNASUR | No disponible |  |